# Senzaki Katsuya
Katsuya Senzaki (sinh ngày 9 tháng 4 năm 1987) là một cầu thủ bóng đá người Nhật Bản.

## Sự nghiệp câu lạc bộ
Katsuya Senzaki đã từng chơi cho Vanraure Hachinohe, FC Machida Zelvia và FC Ryukyu.